# 파치 살리나스
프란시스코 "파치" 살리나스 페르난데스(스페인어: Francisco "Patxi" Salinas Fernández, 1963년 11월 17일, 바스크 주 빌바오 ~)는 스페인의 전직 축구 선수로, 현역 시절 중앙 수비수로 활약하였다.
그는 아틀레틱 빌바오와 셀타 비고 소속으로 도합 16시즌 동안 432번의 라 리가 경기에 출전해 11골을 기록했고, 빌바오 소속으로는 두 차례 리그 우승도 거두었다. 은퇴 후 그는 감독으로 전향했다.

## 선수 경력

### 클럽
빌바오 출신인 살리나스는 아틀레틱 빌바오의 유소년부를 졸업해 1-0으로 승리한 살라망카와의 1982년 11월 10일 경기에서 90분을 소화하며 리그 신고식을 치렀다. 그는 1983-84 시즌에 라 리가 경기에 14번 출전했는데, 소속 구단은 이 시즌에 2관왕을 달성했다. 이듬해, 그는 주전으로 도약하여 또다른 레사마 동기 헤나르 안드리누아와 바스크 연고 구단의 수비 근간을 이루었다.
1992년 여름, 살리나스는 셀타 비고로 이적하여 빌바오 시절처럼 인상적인 6년을 1부 리그에서 보냈고, 거의 35세가 되어서 현역에서 은퇴했다.

### 국가대표팀
1달의 기간 동안, 살리나스는 스페인 국가대표팀 경기에 두 차례 출전했는데, 모두 친선경기였다. 그의 첫 국가대표팀 경기는 1988년 9월 14일에 오비에도에서 1-2로 패한 유고슬라비아와의 경기였다.

## 감독 경력
선수 생활을 마친 살리나스는 셀타의 유소년부 감독과 그라메네트의 감독직을 잠깐 맡고 라피도 보우사스의 단장을 맡았다. 그 외에도 살리나스는 아틀레틱 빌바오의 유소년부, 오우렌세, 멜리타 (몰타 프리미어리그 구단), 그리고 UE 산트 안드레우의 지휘봉도 짧게 잡았다.
2017년 6월, 살리나스는 라피도 소속으로 세군다 디비시온 B 승격을 이루어냈다. 이후 그는 갈리시아 연고 구단을 떠날 것을 선언하고, 1달 뒤에 부르고스와 계약했다. 그러나, 그는 리그 9위로 리그 최소 실점의 성과를 이룩했지만 2018년 2월 5일에 해임되었다.
2018년 5월 22일, 살리나스는 바다호스의 감독으로 취임했다. 이듬해 6월, 그는 아틀레틱의 위성 구단이자 전 동료 라파엘 알코르타가 단장으로 활동하는 바스코니아의 감독을 맡았다. 2021년 12월, 그는 이마놀 데 라 소타가 해임되면서 공석이된 빌바오 2군인 빌바오 아틀레틱의 감독이 되었다.

## 사생활
살리나스의 형 훌리오도 프로 축구 선수로, 중앙 공격수로 활약했으며, 주로 아틀레틱 빌바오와 바르셀로나에서 주로 활약했다. 둘 모두 1982-83 시즌에 1부 리그 신고식을 치렀다.

## 감독 통계
2021년 12월 12일 기준
| 구단            | 국적      | 취임             | 해임             | 기록 | 기록 | 기록 | 기록 | 기록  | 주     |
| 구단            | 국적      | 취임             | 해임             | 전   | 승   | 무   | 패   | 율 %  | 주     |
| --------------- | --------- | ---------------- | ---------------- | ---- | ---- | ---- | ---- | ----- | ------ |
| 포리뇨          | 스페인    | 2001년 7월 1일   | 2004년 6월 30일  | 114  | 44   | 32   | 38   | 38.60 |        |
| 그라메네트      | 스페인    | 2005년 3월 18일  | 2005년 6월 17일  | 13   | 4    | 6    | 3    | 30.77 | [ 13 ] |
| 오우렌세        | 스페인    | 2011년 6월 22일  | 2011년 12월 10일 | 18   | 12   | 3    | 3    | 66.67 |        |
| 멜리타          | 몰타      | 2012년 11월 8일  | 2013년 6월 2일   | 23   | 3    | 7    | 13   | 13.04 |        |
| 산트 안드레우   | 스페인    | 2013년 6월 2일   | 2014년 2월 11일  | 29   | 8    | 9    | 12   | 27.59 | [ 14 ] |
| 라피도 보우사스 | 스페인    | 2016년 6월 30일  | 2017년 7월 6일   | 44   | 24   | 14   | 6    | 54.55 |        |
| 부르고스        | 스페인    | 2017년 7월 10일  | 2018년 2월 5일   | 24   | 9    | 10   | 5    | 37.50 | [ 15 ] |
| 바다호스        | 스페인    | 2018년 5월 22일  | 2018년 10월 24일 | 9    | 2    | 3    | 4    | 22.22 | [ 16 ] |
| 바스코니아      | 스페인    | 2019년 6월 13일  | 2021년 12월 14일 | 73   | 29   | 15   | 19   | 39.73 | [ 17 ] |
| 빌바오 아틀레틱 | 스페인    | 2021년 12월 14일 | 현임             | 0    | 0    | 0    | 0    | —     | [ 18 ] |
| 경력 합계       | 경력 합계 | 경력 합계        | 경력 합계        | 347  | 135  | 109  | 103  | 38.90 | —      |

## 수상
아틀레틱 빌바오
- 라 리가: 1982–83, 1983–84
- 코파 델 레이
  - 우승: 1983–84
  - 준우승: 1984–85
- 수페르코파 데 에스파냐: 1984

셀타 비고
- 코파 델 레이 준우승: 1993–94

## 같이 보기
- 아틀레틱 빌바오의 선수 목록 - 200경기 이상 출장 목록
- 라리가의 선수 목록 - 400경기 이상 출장 목록